# Haus der Europäischen Geschichte
Das Haus der Europäischen Geschichte beruht auf einer Initiative des Europäischen Parlaments. Als kulturelle Einrichtung und Museum soll es alle zur Verfügung stehenden Mittel – angefangen bei einer Dauerausstellung sowie Wechsel- und Wanderausstellungen über eine Sammlung von Objekten und Dokumenten, die für die europäische Geschichte stehen, bis hin zu Bildungsprogrammen, Kulturveranstaltungen und Veröffentlichungen sowie vielfältige Online-Inhalte – für ein besseres Verständnis der europäischen Geschichte und Integration einsetzen. Es liegt im Europaviertel in Brüssel, in unmittelbarer Nähe zum Europäischen Parlament. Die Leitung hat die deutsche Kunsthistorikerin Constanze Itzel.

## Die Entstehung des Projekts
In seiner Antrittsrede als Präsident des Europäischen Parlaments trug Hans-Gert Pöttering (CDU) die Idee zur Errichtung eines Hauses der Europäischen Geschichte erstmals am 13. Februar 2007 vor. Im Oktober 2008 legte ein Sachverständigenausschuss, dem Hans Walter Hütter, Präsident der Stiftung Haus der Geschichte der Bundesrepublik Deutschland, vorstand, einen Bericht mit dem Titel „Konzeptionelle Grundlagen für ein Haus der Europäischen Geschichte“ vor, der das allgemeine Konzept und die Inhalte festlegte sowie den institutionellen Rahmen entwarf. Herausragendes Ziel des Hauses der Europäischen Geschichte solle es sein, „die Kenntnisse der Europäer aller Generationen über ihre eigene Geschichte zu vertiefen und so zu einem besseren Verständnis der Entwicklung Europas in Gegenwart und Zukunft beizutragen.“

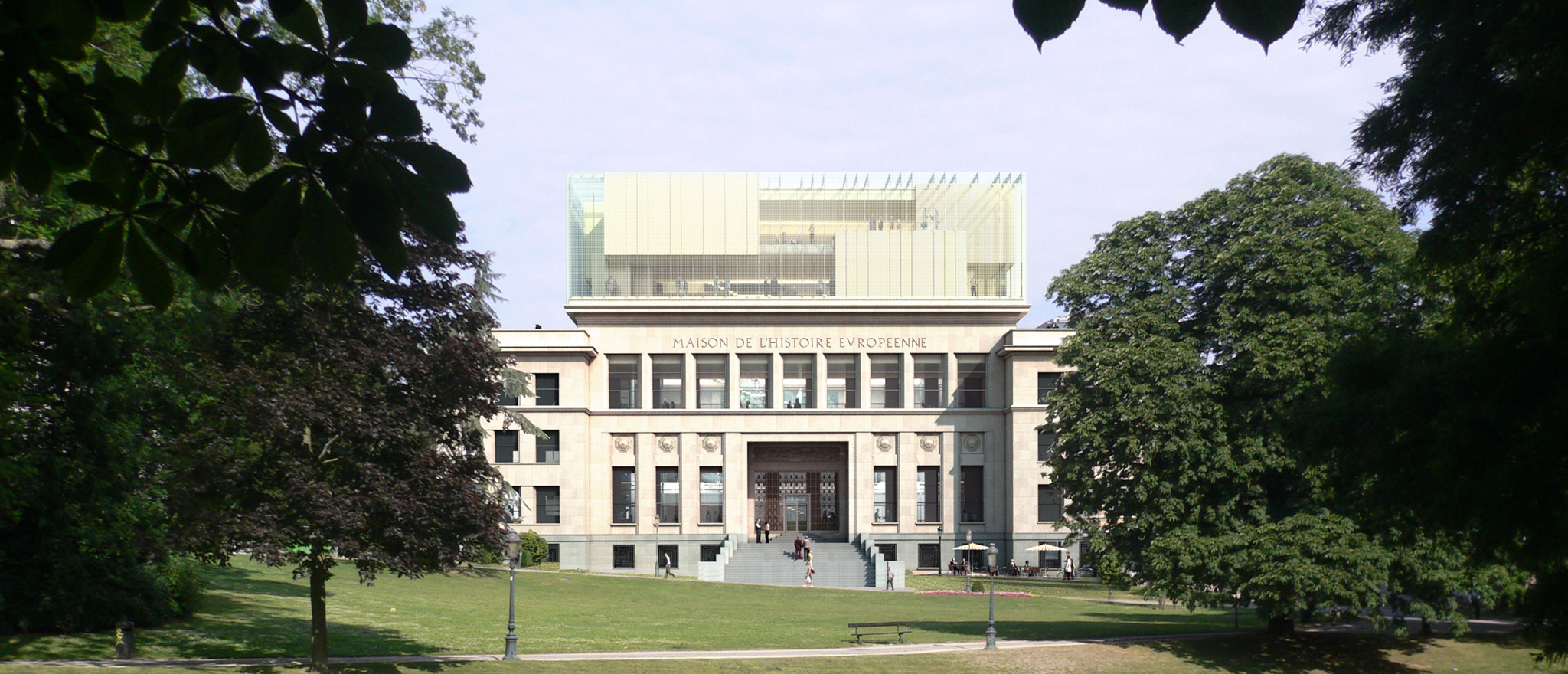
Visualisierung „Haus der Europäischen Geschichte, Brüssel“; es wurde 2017 eingeweiht

Im Juni 2009 entschied das Präsidium des Parlaments, die ehemalige Zahnklinik Eastman in das künftige Museum umzubauen, im Juli wurde ein internationaler Architekturwettbewerb lanciert. Am 31. März 2011 standen die Preisträger fest: Chaix & Morel et associeés aus Frankreich, JSWD Architekten aus Deutschland und TPF aus Belgien wurden mit der Renovierung und Erweiterung des Gebäudes beauftragt. Unterstützt von einem wissenschaftlichen Beirat, dem international renommierte Fachleute unter dem Vorsitz von Włodzimierz Borodziej angehörten, wurde ein interdisziplinäres Expertenteam unter der Leitung der slowenischen Historikerin und Kuratorin Taja Vovk van Gaal innerhalb der Generaldirektion Kommunikation des Europäischen Parlaments eingesetzt, um den Inhalt der Ausstellungen vorzubereiten und um die künftige Einrichtung auszugestalten.

### Die Architektur
Das historische Gebäude mit seiner Naturstein- und Ziegelfassade wurde zum Teil entkernt und umfassend saniert. Ein neuer, gläserner Baukörper füllt den ursprünglich nach Nordwesten offenen Hof des U-förmigen Altbaus. Er ragt zwei Geschosse über ihn hinaus. Innerhalb dieses neuen Glashauses, dessen Fassade mit weißen Linien bedruckt ist, sind die transluzenten Ausstellungsboxen frei angeordnet. Damit schufen die Architekten einen bewussten Kontrast zum symmetrischen, massiven Bestandsgebäude. Besucher gelangen von der Parkseite ins Gebäude. Die Ausstellungsbereiche werden über eine filigrane Treppenkonstruktion und zwei Aufzüge im Atrium des Neubaus erschlossen. Tagsüber bindet die Glasfassade das bewegte Innenleben zusammen und wirkt als Filter für den Blick ins Innere und den Lichteintrag. Nachts scheint sich diese Hülle aufzulösen und das Museum leuchtet von innen heraus.

## Konzept und Inhalte des Hauses in Brüssel

### Das erste Konzept
Das erste Konzept wurde im Jahre 2008 von einem Sachverständigenausschuss ausgearbeitet unter der Leitung des Deutschen Hans Walter Hütter, Mitglied sowohl im Wissenschaftlichen Beirat als auch im Kuratorium des Hauses der Europäischen Geschichte. Der Sachverständigenausschuss setzte sich aus weiteren Wissenschaftlern aus ganz Europa zusammen: Włodzimierz Borodziej (Polen), Giorgio Cracco (Italien), Michel Dumoulin (Belgien), Marie-Hélène Joly (Frankreich), Matti Klinge (Finnland), Ronald de Leeuw (Niederlande), António Reis (Portugal) und Mária Schmidt (Ungarn).
Der polnische Historiker Wlodzimierz Borodziej sprach von einem modernen und attraktiven Museum: Es solle ein Erinnerungsort werden, der über das tägliche Leben der Menschen und die Kulturgeschichte Europas berichtet. Ferner solle das Haus weniger die großen Taten von einzelnen Personen hervorheben, obwohl die wichtigsten für die europäische Geschichte von Robert Schuman bis Jean Monnet lobend zu erwähnen seien. Nach seiner Aussage ist das Konzept nicht darauf ausgerichtet, die Summe der nationalen Geschichte darzustellen, sondern europäische Gemeinsamkeiten herauszuarbeiten. Dieser wichtige Punkt untermauere den Sinn des Projekts weiter im Versuch, ein europäisches Wir-Gefühl zu bekräftigen, um die europäische Identität weiter zu stärken.
Ein erster Anlauf, ein solches Geschichtshaus zu gestalten, passierte bereits Mitte der 1990er Jahre, als das Projekt jedoch aufgrund von Protesten, Uneinigkeiten, Geldmangel sowie dem fehlenden politischen Willen und der unterschiedlichen Vorstellung bezüglich eines geeigneten Ortes scheiterte. Das damalige Konzept wollte die Geschichte Europas mit Karl dem Großen beginnen. Dagegen protestierten einige, vor allem die Griechen, nach denen die Darstellung der Geschichte Europas im antiken Athen beginnen sollte. Erst im zweiten Anlauf im Jahre 2008 einigte man sich darauf, sich auf das 20. Jahrhundert und somit auf die moderne europäische Einigungsgeschichte zu fokussieren.

### Konzeptionelle Grundlagen

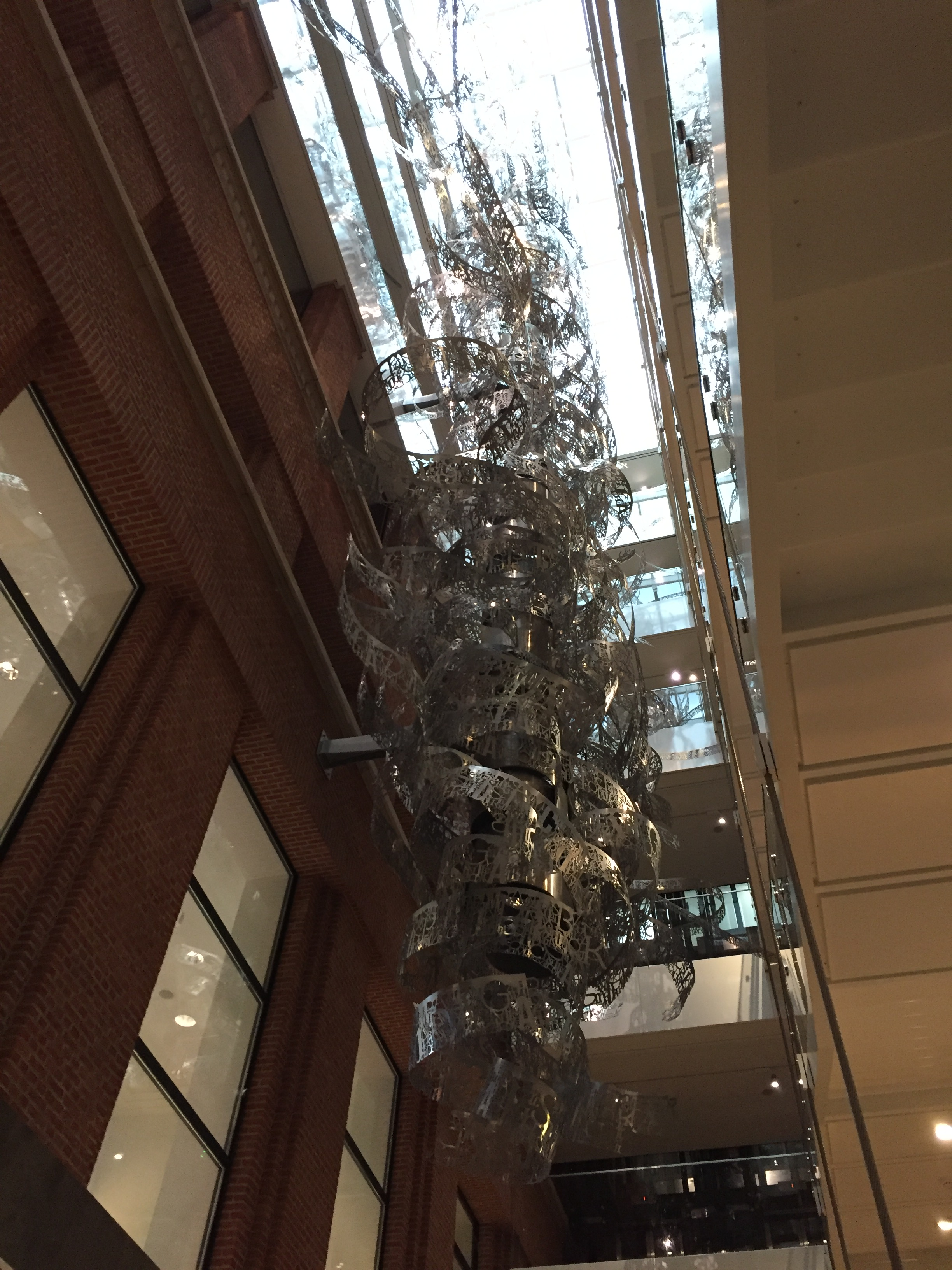
Innensicht des Hauses der Europäischen Geschichte

Die genauen Inhalte des Hauses der Europäischen Geschichte konzipierte ein interdisziplinäres Projektteam aus Sachverständigen und Historikern aus ganz Europa unter Leitung der slowenischen Historikerin und Kuratorin Taja Vovk van Gaal. Sie stellte den Konzeptplan in einem Vortrag im Juli 2011 vor: Themenfelder sollten bestimmt werden, welche sich auf den hohen Integrationsgrad Europas und auf die Spezifik der europäischen Geschichte beziehen. Vovk van Gaal stellte ferner drei Kriterien auf, welche diese europatypischen Entwicklungen, Ereignisse und Prozesse erfüllen müssen:
- Es soll sich um Ereignisse und Entwicklungen handeln, welche einen europäischen Ursprung haben.
- Es soll sich um politische Entwicklungen und Entscheidungen handeln, die sich europaweit auf die Menschen ausgewirkt haben.
- Alle gewählten Themenfelder sollten immer noch relevant für Europa sein.[9]

Diese Kriterien und Schwerpunkte bilden das neue Konzept der Dauerausstellung, welche im Mai 2017 in Brüssel eröffnet wurde.
Aus der Homepage des Europaparlaments gehen weitere Details zur Gestaltung der Ausstellung hervor: Der Besucher soll im Mittelpunkt stehen soll. Die Gestaltung des Hauses wird so umgesetzt, dass sie den Erwartungen der Menschen mit differenzierten historischen Vorkenntnissen entspricht. Jeder Besucher soll die Möglichkeit haben, das Haus für sich zu erkunden, zudem werden umfangreiche Bildungs- und Kulturprogramme mit eingeplant. Doch soll nicht nur der Besucher profitieren können, sondern ebenso im Vordergrund steht die Zusammenarbeit innerhalb und außerhalb Europas zwischen den verschiedenen Einrichtungen, Netzwerken und Gremien auf lokaler-, nationaler- und internationaler Ebene. Ein Ziel ist, das Haus der Europäischen Geschichte zu einem festen Bestandteil der Kulturlandschaft in Europa zu entwickeln. Gleichzeitig wird darauf abgezielt, durch dieses Projekt eine Fusion zwischen Partnereinrichtungen aufzubauen und somit eine engere Zusammenarbeit an einer gemeinsamen europäischen Erinnerungskultur zu erwirken.

#### Drei periodische Abschnitte
Die konzeptionelle Basis des Experten-Komitees (2008) umfasste 116 Punkte, die hier als Grundlage dienen. Der thematische Schwerpunkt geht vorwiegend auf die Geschichte ab 1945 und die europäische Integration. Der gesamte Themenblock zeigt aber drei aufeinander folgende größere Phasen. Der erste Teil umfasst ungefähr den Zeitraum 1800 bis 1914, der zweite Teil die Jahre 1914 bis 1945 sowie der dritte und größte Teil die Zeit von 1945 bis 2010. In diesen drei Kapiteln soll aufgezeigt werden, welche spezifischen Ereignisse und Entwicklungen die jeweiligen Phasen der europäischen Geschichte geprägt haben. Marcel Siepmann hat in einem Text zur Entstehung des Hauses der Europäischen Geschichte die drei Phasen präzise herausgearbeitet. Bei genauer Betrachtung handelt es sich sogar um vier Punkte: Die ersten drei behandeln die europäische Geschichte bis 2010, der vierte Punkt umfasst noch Fragen, Überlegungen und Anmerkungen im Hinblick auf den Ausblick und die Zukunft Europas. Die Punkte 1 bis 26 stellen allgemeine Ziele und Prinzipien des Hauses voran.

#### I. Teil – Punkt 27 bis 50
Der erste Teil des Konzeptes reicht von der Antike bis ca. in das Jahr 1920. Unter den Punkten 27 bis 50 werden zunächst noch vor 1800 die Ursprünge und Entwicklungen Europas in groben Zügen behandelt. Erste Formen europäischer Kulturen entwickelten sich im Zuge des Handels im östlichen Mittelmeerraum sowie am Schwarzen Meer. Die lange türkische Vorherrschaft in den Schwarzmeerregionen hatte ebenfalls einen großen Einfluss auf die europäische Geschichte. Die Kolonisation und die Wanderungsbewegungen werden als bedeutende Triebkräfte der europäischen Geschichte aufgegriffen, welche durch Überbevölkerung Migration verursachten. Auch der griechisch-römische Raum mit seinen hoch entwickelten Kulturen wird als großer Einflussfaktor für die europäische Kultur erwähnt, welcher die philosophische und literarische Entwicklung der europäischen Kultur maßgeblich geprägt hat. Weiter geht es mit der Renaissance im 16. Jahrhundert und dem neuen Informationsmedium „Buch“. Die Relatinisierung der französischen und romanischen Sprachen wird aufgegriffen, wobei das Latein eine wichtige Rolle für die Universitäts- und Schulsysteme und die katholische Kirche gespielt hat. Der nächste Abschnitt befasst sich mit dem Mittelalter und den Klöstern, die im gesellschaftlichen und kulturellen Leben wichtig waren. Die Einteilung der Menschen in die Stände des Klerus, des Bürgertums, der Bauernschaft und des Adels wird als eine weitere wichtige Entwicklung dargestellt. Mit dem zügigen Fortschritt der Wissenschaft bis zum 18. Jahrhundert, dem Jahrhundert der Aufklärung, entstand ein neues Verständnis der Menschen. Ein kritisches Verständnis sowie Meinungs- und Gewissensfreiheit entwickelten sich, die das soziale System änderten.
Für die Zeit ab 1800 wird im Zuge der Industriellen Revolution wird auf die gewaltige Zunahme der Städtebevölkerung hingewiesen, vornehmlich in den Hauptstädten. Der Gedanke an ein soziales Sicherungssystem sowie die Herausbildung von Gewerkschaften und die Modernisierung in der Produktion waren weitere wichtige Schritte in der europäischen Geschichte. Das 19. Jahrhundert war eine Epoche der liberalen und nationalen Emanzipation mit zunehmender Mitwirkung und Partizipation der Bürger in politischen Bereichen. Zum Ende dieses ersten konzeptionellen Abschnittes wird schließlich der Erste Weltkrieg behandelt, ein zerstörerischer Krieg, welcher ganz Europa betraf. Der 1920 gegründete Völkerbund wurde der Vorläufer der Vereinten Nationen, womit der erste Teil mit dem Punkt 50 des Konzeptes abschließt.

#### II. Teil – Punkt 51 bis 68
Der zweite Teil erstreckt sich von 1917 bis ins Jahr 1945, die Betonung liegt überwiegend auf der klassischen Politikgeschichte, wobei die Linie der Geschichtserzählung chronologisch verläuft. Beginnend mit dem Punkt 51 behandelt dieser Teil die Entstehung eines „alternativen Gesellschaftsentwurfs“ und beginnt mit dem „Ost-West“ Konflikt. Die Integration der geteilten Staaten unter ihren jeweiligen Ideologien bildet das historische Setting für die nachfolgende inhaltliche Differenzierung. Die Zwischenkriegszeit endet schließlich mit den Themenpunkten aus der Machtergreifung Hitlers, dem Spanischen Bürgerkrieg und dem doppelten Überfall auf Polen 1939. Die Kriegsphase wird sowohl mit Blick auf die Sowjetunion als auch auf die NS-Diktatur als eine äußerst aggressive Zeit beschrieben.

#### III. Teil – Punkt 69 bis 112
Der dritte Teil hat im Vergleich den größten Raum erhalten. Themenpunkte sind die erfolgreiche europäische Integration seit 1945 und die Überwindung von Krieg und Erbfeindschaften früherer Jahrhunderte. Im ersten Abschnitt werden die Weichenstellungen behandelt, die die Alliierten bereits zum Weltkriegsende trafen. Die Allgemeine Erklärung der Menschenrechte und die Gründung der Vereinten Nationen folgen. Beispiele für gescheiterten Nationalismus sowie der Untergang der NS-Diktatur schrecken ab. Die von den westlichen Alliierten gewünschte Demokratisierung und die Durchdringung der eroberten Territorien auf der Seite der Sowjetunion betonen den Beginn der Teilung zwischen Ost und West. Anschließend kommen auch berühmte europäische Figuren im Konzept vor, unter anderen Schuman, Alcide De Gasperi, Monnet und Adenauer.
Mit der Teilung folgt der Blick auf unterschiedliche Entwicklungen im Osten und im Westen. Während der Mauerbau 1961 die Teilung der östlichen und westlichen Sphäre weiter unterstrichen hat, wurde die deutsch-französische Europapolitik zum Schwerpunkt der weiteren Integration. Mit den 1970er Jahren wird der Wertewandel innerhalb der Gesellschaft deutlich, welcher auch eine Basis für die Entstehung ökologisch orientierter Parteien war. Schließlich werden bis zum Jahr 1989 der Transformationsprozess im Süden Europas im Punkt 98 thematisiert sowie die Zuspitzung des Kalten Krieges unter den Punkten 101 bis 103.
Der letzte Abschnitt behandelt die Schlüsselereignisse von 1989 bis zur Jahrtausendwende. Der Fall der Mauer in Berlin wird als ein weltpolitisches Ereignis und als ein Fanal für die Zukunft beschrieben. Die kriegerischen Auseinandersetzungen auf dem Balkan während der 1990er Jahre bilden einen weiteren Themenpunkt. Der 11. September 2001 stellt in dem Konzept ein neues weltpolitisches Kapitel dar, im Hinblick auf die Anschläge von militanten Islamisten auf die USA. Zudem werden die weiteren Anschläge in Madrid und London aufgegriffen, welche die Tatsache näher bringen, dass auch Europa im Visier von islamistischen Terroristen steht. Schließlich kommt es noch zu einem vertieften Einblick in die Integrationsbemühungen, wie der Euroeinführung, dem Vertrag von Maastricht und dem Jahr 2004 mit der Aufnahme von zehn weiteren Nationen in die Europäische Union.

#### Schluss
Das Konzept endet mit Fragen an die europäische Zukunft, einem Ausblick und möglichen Fragen an die künftigen Besucher. Hierbei werden die Grenzen Europas als weitgehend offen beschrieben, ebenso wie die zukünftige Erweiterung der EU, das europäische Sozialmodell, der demographische Faktor und die zukünftige Außenpolitik Europas. Die Punkte 114 bis 116 werfen die Fragen auf, warum die EU keine wirkliche Begeisterung unter den Mitgliedstaaten hervorrufen kann, wann die Erweiterung der EU beendet sein wird und ob sich die EU zur Föderation, einem Staatenbund oder einem Bundesstaat entwickelt.

## Aufbau und Sehenswürdigkeiten

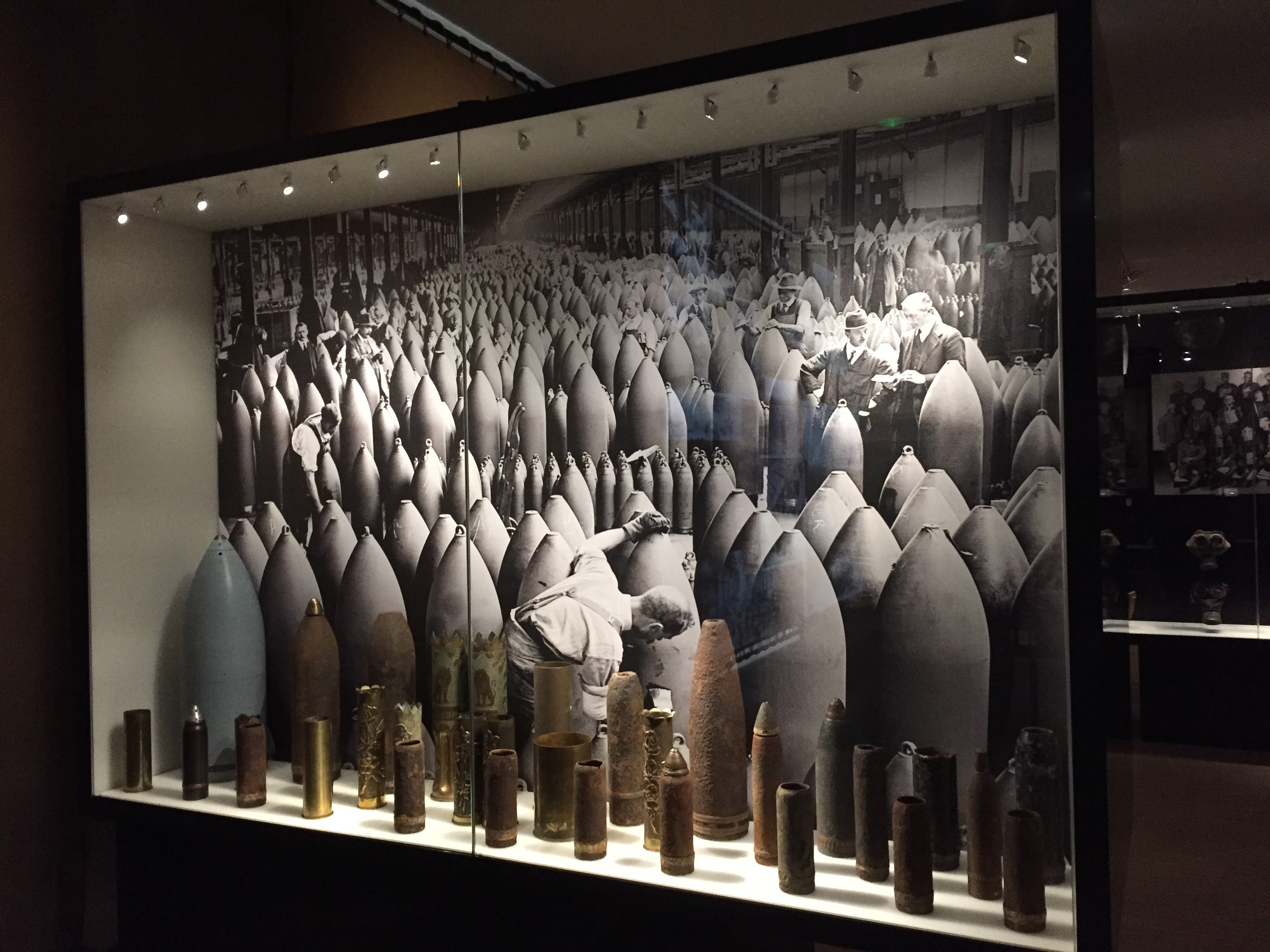
Granaten aus dem Ersten Weltkrieg, etliche künstlich von Soldaten bearbeitet, und historisches Bild einer Granatenwerkstatt

Im Haus der Europäischen Geschichte wird den Besuchern die Möglichkeit geboten, sich mit geschichtlichen Prozessen und Ereignissen in Europa vertraut zu machen und kritisch darüber zu reflektieren, was diese Vorgänge für die Gegenwart bedeuten. Es ist ein Ausstellungs-, Dokumentations- und Informationszentrum entstanden, in dem die Vorgänge und Ereignisse in einen breiteren historischen und kritischen Kontext eingeordnet und die gegensätzlichen Erfahrungen von Europäern im Laufe der Geschichte zusammen- und einander gegenübergestellt werden. Es zeichnet sich durch sein Bestreben aus, einen länderübergreifenden Überblick über die europäische Geschichte zu bieten und dabei ihrer Vielfalt sowie ihren Deutungen und Perzeptionen Rechnung zu tragen. Einem breiten Publikum soll die jüngere Geschichte im Kontext vergangener Jahrhunderte, die Ideen und Werte geprägt haben, vermittelt werden. Auf diese Weise möchte das Haus zu Diskussionen und Debatten über Europa und die Europäische Union anregen.
Mit einer verfügbaren Fläche von inzwischen ungefähr 8000 m² ist die Dauerausstellung das Herzstück des Hauses der Europäischen Geschichte. Unter Nutzung verschiedener Medien wird mit Hilfe von Objekten und Dokumenten eine Reise durch die Geschichte Europas, vornehmlich die des 20. Jahrhunderts, mit Rückblicken auf Entwicklungen und Ereignisse früherer Epochen mit besonderer Tragweite für den gesamten Kontinent, vorgeschlagen. Dabei wird die Geschichte der europäischen Integration in ihrer Einzigartigkeit und Komplexität veranschaulicht.
Der gegenwärtige Aufbau der Ausstellung gliedert sich in sechs Themenabschnitte, die das o. a. Konzept weiter differenziert haben. Sie finden sich auf den Etagen II bis VI des Hauses verteilt:
- „Die Gestaltung Europas“ mit Europa auf Landkarten, Europa-Mythos, Erbe, Erinnerung
- „Weltmacht Europa“ mit gesellschaftlichen Prozessen vorwiegend im 19. Jahrhundert
- „Europa in Schutt und Asche“ mit dem Ersten Weltkrieg, der Zwischenkriegszeit und dem Zweiten Weltkrieg sowie dem Holocaust
- „Wiederaufbau eines geteilten Kontinents“ nach 1945 und europäische Einigung
- „Erschütterte Gewissheiten“ seit Beginn der 1970er Jahre bis in die Gegenwart, weitere Meilensteine der europäischen Einigung
- „Lob und Kritik“ mit Europa von außen sowie Einschätzungen der EU.[11]

In der I. Etage ist Platz für Wechselausstellungen.
Das Haus ist besucherfreundlich und steht in Einklang mit den Grundsätzen des Parlaments hinsichtlich der Zugänglichkeit allen offen. Zu diesem Zweck bietet es sein Hauptangebot mindestens in den 24 Sprachen an, die zum Zeitpunkt der Eröffnung Amtssprache der Europäischen Union sind. Mehrsprachigkeit wird als Ausdruck der kulturellen Vielfalt in Europa verstanden, und das „Haus der Europäischen Geschichte“ möchte seinen Besuchern sein mehrsprachiges Angebot als einen seiner Hauptvorzüge präsentieren. Die Bedienung der Tablets wurde häufig als kompliziert erachtet.

## Debatten
Im Jahr 2011 kam grundsätzliche Kritik am Konzept vom britischen Thinktank Civitas. Die europäische Geschichte sei auf Vielfalt gegründet, eine gemeinsame Geschichte gebe es nicht. Frank Furedi, ein Soziologe aus Kent, urteilte: “Instead of the real Europe we are likely to get an institution devoted to the celebration of empty values like ‘diversity’, ‘difference’ and ‘sustainability’”. Außerdem hätten sich die geschätzten Kosten bereits verdoppelt.
Nach der Eröffnung 2017 kam besonders aus Polen heftige Kritik am Haus auf. In der Runde der europäischen Regierungschefs kritisierte Ministerpräsident Mateusz Morawiecki das Museum, im September 2017 schrieb Kulturminister Piotr Gliński an den Präsidenten des Europaparlaments Antonio Tajani, das Haus der Europäischen Geschichte sei es „nicht wert, diesen Namen zu tragen und unter der Schirmherrschaft des Europäischen Parlaments zu stehen“. Deutschland erscheine als größtes Opfer des Zweiten Weltkriegs, den Kommunismus stelle das Museum „in einen positiven Zusammenhang“. Die Rolle des Christentums werde „selektiv und negativ“ beschrieben, Papst Johannes Paul II. gar nicht erwähnt und die Geschichte der polnischen Nation verkürzt. „Es scheint, als sei die Darstellung der Religion und der Idee der Nation als Wurzel allen Übels in der Geschichte unseres Kontinents Ausdruck einer ideologischen, linken Gesinnung der Ausstellungsmacher.“ Die Platform of European Memory and Conscience folgte mit ähnlicher Kritik noch im November 2017. Dabei hatten die Kritiker manches einfach übersehen. Die Leiterin Itzel räumte Defizite bei den Sinti und Roma sowie bei den kommunistischen Diktaturen ein, die aufgearbeitet würden.

## Unterbringung des Museums
Das Eastman-Gebäude, das ursprünglich für die Unterbringung einer Zahnklinik konzipiert war, wurde nach George Eastman, dem amerikanischen Philanthropen und Erfinder der Kodak-Kamera, benannt. Seine großzügigen Spenden ermöglichten die Errichtung von Zentren für zahnmedizinische Behandlungen in New York, London, Rom, Paris, Brüssel und Stockholm; darin werden benachteiligte Kinder kostenlos zahnmedizinisch behandelt.
Die Eastman-Stiftung wendete sich 1933 an den Schweizer Architekten Michel Polak, der für seinen Art-déco-Stil, insbesondere für das berühmte Résidence-Palace-Gebäude, in Brüssel bekannt war, und beauftragte ihn mit einem Entwurf für das neue Gebäude. Im Jahre 1935 eingeweiht, ist das Gebäude sowohl aufgrund der Bauweise als auch wegen seiner Art-déco-Elemente bemerkenswert. Im ehemaligen Wartezimmer für Kinder ist auch eine Reihe von Wandmalereien des Malers Camille Barthélémy angebracht, die Fabeln von La Fontaine bildlich darstellen.
Der Leopoldpark mit seinen historischen Gebäuden, z. B. dem Pasteur-Institut oder der Solvay-Bibliothek, wurde 1975 unter Denkmalschutz gestellt. Das Eastman-Gebäude selbst steht nicht unter Denkmalschutz. Die Zahnklinik wurde geschlossen, bevor sie in den 1980er Jahren zu Büroräumen der europäischen Institutionen umgebaut wurde.

## Kosten und Finanzierung
Kosten entstanden in der Entwicklungsphase 2011 bis 2015: 31 Millionen Euro für die Renovierung und Erweiterung des Gebäudes, 21,4 Millionen Euro für die Dauerausstellung und die ersten Wechselausstellungen (15,4 Millionen Euro für die Umgestaltung der Ausstellungsflächen und anderer Flächen, 6 Millionen Euro für Mehrsprachigkeit) sowie 3,75 Millionen Euro für den Aufbau der Sammlung. Die Kosten waren damit erheblich höher als geplant.
Die Entwicklungskosten werden vom Europäischen Parlament getragen, die Betriebskosten hingegen werden von der Europäischen Kommission mitfinanziert, deren Präsident seine Bereitschaft hinsichtlich einer Beteiligung erklärt hat.

## Durchführung und Verwaltung des Projekts
Auf Initiative des Europäischen Parlaments hin geschaffen, werden für die institutionelle Umsetzung des Hauses der Europäischen Geschichte verschiedene Strukturen aufgeboten.
Das Kuratorium, dem (2019) der ehemalige Präsident des Europäischen Parlaments, Hans-Gert Pöttering, vorsitzt, ist ein pluralistisches Gremium, dem hochrangige Politiker aus mehreren europäischen Institutionen und den Brüsseler Behörden angehören. Die wichtigsten politischen Überzeugungen und Hauptgremien des Parlaments sind darin vertreten. Das Kuratorium überwacht die Verwaltung des Projekts.
Dem 13-köpfigen Kuratorium gehören (2019) Hans Walter Hütter, Miguel Ángel Martínez Martínez (Vize), Étienne Davignon, Gérard Onesta, Tibor Navracsics, Petra Kammerevert, Jean Arthuis, Algirdas Saudargas, Rudi Vervoort, Diana Wallis und Francis Wurtz an. Die neuen Mitglieder im Jahr 2024 sind Othmar Karas, Pedro Silva Pereira, Martin Hojsík, Sabine Verheyen, Domènec Ruiz Devesa, Johan Van Overtveldt, Iliana Iwanowa, Reinhard Bütikofer, Hans Walter Hütter, Assita Kanko, Dimitrios Papadimoulis, Oliver Rathkolb, Harald Rømer und Klaus Welle.
Der wissenschaftliche Beirat, dem seit 2019 der österreichische Historiker Oliver Rathkolb vorsitzt und worin Historiker und Experten aus international renommierten Museen vertreten sind, hat eine beobachtende und beratende Aufgabe bei Fragen der Geschichte und der museologischen Transkription.
Dem 21-köpfigen wissenschaftlichen Beirat gehören (2019) Basil Kerski (Vize), Wolfgang Schmale, Andreas Wirsching, Dietmar Preißler, Sharon MacDonald, John Erik Fossum, Louis Godart, Constantin Iordachi, Matti Klinge, Emmanuelle Loyer, Anita Meinarte, Hélène Miard-Delacroix, Mary Michailidou, Luuk van Middelaar, Daniela Preda, Mária Schmidt, Kaja Širok, Jean-Pierre Verdier und Danièle Wagener an. Die neuen Mitglieder im Jahr 2024 sind Anastasia Filippoupoliti, Paul Basu, Gurminder K. Bhambra, Olivette Otele, Luisa Passerini und Steven Van Hecke.